# Hoarding: Buried Alive
Vous pouvez aider à l'améliorer ou bien discuter des problèmes sur sa page de discussion.
- Il n'est pas vérifiable et peut contenir des informations totalement erronées. Il est fortement conseillé aux contributeurs d'étayer son contenu par des sources fiables. Sans cela, sa suppression pourrait être envisagée. (si vous venez d'apposer le bandeau, veuillez cliquer sur ce lien pour créer la discussion et en afficher les indications). (Marqué depuis août 2024)
- Il peut contenir un travail inédit ou des déclarations non vérifiées. Vous pouvez l’améliorer en ajoutant des références. (Marqué depuis août 2024)

- Archive Wikiwix
- Bing
- Cairn
- DuckDuckGo
- E. Universalis
- Gallica
- Google
- G. Books
- G. News
- G. Scholar
- Persée
- Qwant
- (zh) Baidu
- (ru) Yandex
- (wd) trouver des œuvres sur Wikidata

Vous pouvez aider à l'améliorer ou bien discuter des problèmes sur sa page de discussion.
- Il ne cite pas suffisamment ses sources. Vous pouvez indiquer les passages à sourcer avec {{référence nécessaire}} ou {{Référence souhaitée}}, et inclure les références utiles en les liant aux notes de bas de page. (Marqué depuis août 2024)
- Son texte doit être wikifié : il ne correspond pas à la mise en forme Wikipédia (style, typographie, liens internes, liens entre les wikis, etc.). (Marqué depuis août 2024)

- Archive Wikiwix
- Bing
- Cairn
- DuckDuckGo
- E. Universalis
- Gallica
- Google
- G. Books
- G. News
- G. Scholar
- Persée
- Qwant
- (zh) Baidu
- (ru) Yandex
- (wd) trouver des œuvres sur Wikidata

Hoarding: Buried Alive est une émission de téléréalité américaine de type documentaire depuis le 14 mars 2010 sur la chaîne TLC. L’émission suit des syllogomanes à travers leurs expériences de vie et les aide à apprendre à gérer leur maladie.

## Sommaire de l’émission
Hoarding: Buried Alive fait entrer le téléspectateur dans la vie privée de syllogomanes et met l'accent sur la façon dont la maladie mentale affecte l’individu et les membres de sa famille. Chaque épisode couvre généralement deux cas différents. L'émission examine l’histoire de la victime, prend le temps de rencontrer des membres de la famille et de discuter avec eux et se focalise par ailleurs sur les objets que chaque personne collectionne. Chaque syllogomane reçoit de l’aide d’un thérapeute et d’un organisateur professionnel. Ces professionnels les aident tout au long du processus à débarrasser leur maison des objets accumulés. À la fin de l’épisode, le syllogomane montre des signes d’amélioration, ce qui a pour effet de rendre le téléspectateur optimiste sur ses progrès futurs.

## Épisodes

### Saison 1
| Numéro | Titre                        | Diffusion     |
| ------ | ---------------------------- | ------------- |
| 101    | Bienvenue dans mon cauchemar | 14 mars 2010  |
| 102    | Au-delà de l’embarras        | 21 mars 2010  |
| 103    | Paralysé par le désordre     | 28 mars 2010  |
| 104    | Vie en feu                   | 4 avril 2010  |
| 105    | Secrets de famille           | 11 avril 2010 |
| 106    | Remplir le vide              | 18 avril 2010 |
| 107    | Personne ne choisirait ceci  | 25 avril 2010 |
| 108    | Tout est en jeu              | 2 mai 2010    |
| 109    | Un million d’excuses         | 9 mai 2010    |

### Saison 2
| Numéro | Titre                                | Diffusion         |
| ------ | ------------------------------------ | ----------------- |
| 201    | Homme sans-abris avec une maison     | 8 août 2010       |
| 202    | Déterrer les enfants…                | 15 août 2010      |
| 203    | Prison de déchets                    | 22 août 2010      |
| 204    | Tout est camelote                    | 29 août 2010      |
| 205    | Bataille avec le Chaos               | 5 septembre 2010  |
| 206    | Comment je me sors de ça             | 12 septembre 2010 |
| 207    | La place la plus épeurante sur Terre | 19 septembre 2010 |
| 208    | Le désordre que j’ai créé            | 26 septembre 2010 |
| 209    | C’est là où tu dors???               | 3 octobre 2010    |

### Saison 3
La troisième saison de 19 épisodes a été diffusée de juillet 2011 à mars 2012.

### Saison 4
La quatrième saison de 18 épisodes a été diffusée de juillet 2012 à avril 2013.

### Saison 5
La cinquième saison est diffusée depuis avril 2013.

## Réception
L’émission Hoarding: Buried Alive est un bon exemple d’un programme de réhabilitation en téléréalité. Les troubles mentaux sont une source d’intérêt chez les gens depuis plusieurs années. Maintenant, au lieu d’investiguer les institutions abritant les malades mentaux, les gens ont l’habileté de les amener dans leurs propres maisons simplement en allumant la télévision. Les émissions de téléréalité de réhabilitation comme Hoarding ont été extrêmement populaires dans les dernières années. Cependant, l’habileté de ces émissions de traiter les gens de manière effective est souvent questionnée. Plusieurs mettent le focus sur le fait que ces émissions embarquent les gens dans un genre de programme de réhabilitation. Cela est évidemment mieux que de les laisser à leurs habitudes compulsives sans recevoir aucune guidance professionnelle. Toutefois, la présence de caméras peut influencer la manière dont les patients agissent. Ils peuvent exagérer certaines émotions ou omettre de partager de l’information vitale par peur que cela ne viennent les hanter après la diffusion de l’émission. Ces additions et omissions pourraient grandement affecter leur habileté à récupérer et à aller de l’avant dans le processus.
En plus de l’information concernant la maladie qui est fournir dans l’émission, plusieurs de ces programmes fournissent également quelques services pour aider les gens à entrer en contact avec des organisations qui peuvent les traiter ou leur fournir plus d’information sur la maladie. Cela peut aider les téléspectateurs à avoir une meilleure image des troubles représentés et de l’aide dans le but de combattre le stigma qui entoure la maladie mentale. 
Hoarding dépeint une image des accumulateurs compulsifs qui fait sympathiser les téléspectateurs avec eux. Cela aide les gens a mieux comprendre qu’il s’agit d’une maladie et non d’un laisser-aller volontaire ou d’un « pack rat » qui s’est donné à cœur joie. Lorsque ces individus commencent un programme de réhabilitation, la qualité de leurs vies et de celles sur leurs familles s’améliore grandement. Il fournit aussi une vision de la maladie qui n’est pas totalement penchée sur le sensationnalisme de la chose, souvent recherché par les gens. À la place, on met le focus sur un regard beaucoup plus juste de la maladie. On choisit des cas qui ne sont pas excessivement extrêmes et graphiques et on ne s’attarde pas complètement sur les choses perturbantes que le patient a collectionnées. Le focus est mis sur le transfert de l’horrible vérité à propos de la maladie, mettant l’emphase sur la façon dont ça affecte l’individu infligé et sa famille.